# Nomada xantholepis
Nomada xantholepis är en biart som beskrevs av Cockerell 1911. Nomada xantholepis ingår i släktet gökbin, och familjen långtungebin. Inga underarter finns listade i Catalogue of Life.